# Blood and Steel
Blood and Steel er en amerikansk stumfilm fra 1925 instrueret af J.P. McGowan.

## Medvirkende
- Helen Holmes som Helen Grimshaw
- William Desmond som Gordon Steele
- Robert Edeson som W.L. Grimshaw
- Mack V. Wright som Devore Palmer
- Albert J. Smith som Jurgin
- Ruth Stonehouse som  Vera
- C.L. Sherwood
- Bill Cody som Tommy
- Walter Fitzroy som Mr. Steele